# تاریخ‌گذاری پتاسیم و آرگون
در روش تاریخ گذاری پتاسیم و آرگون (به انگلیسی: Potassium–argon dating به اختصار K–Ar dating) تاریخ‌گذاری اشیای تاریخی بر اساس بررسی نیمه عمر ۱٫۳ میلیارد ساله رادیو ایزوتوپ پتاسیم-۴۰ و فرایند تبدیل شدن آن به رادیو ایزوتوپ آرگون-۴۰ انجام می‌شود. در این روش نشان داده می‌شود که شی چه زمان برای آخرین بار حرارت داده شده بنابراین قدمت تقریبی شی تاریخی به دست می‌آید. از مشکلات این روش درصد خطای بالای آن و غیر دقیق بودن آن است.

## فرمول محاسبه
{\displaystyle T={\frac {t_{\frac {1}{2}}}{\ln(2)}}\ln \left({\frac {K_{f}+{\frac {Ar_{f}}{0.109}}}{K_{f}}}\right)}
T زمان سپری شده (عمر حدودی نمونه)
t 1 / 2 نیمه عمر پتاسیم-40 است.
KF مقدار پتاسیم-40 باقی‌مانده در نمونه است.
Arf مقدار آرگون-40 موجود در نمونه است.

## پیوند‌ها
تاریخ گذاری مطلق
تاریخ‌گذاری رادیوکربن
تاریخ‌گذاری ترمولومینانس
تاریخ گذاری آمینو اسید